# Авраам: Хранитель веры
«Авраа́м: Хранитель веры» (англ. Abraham) — телевизионный фильм о жизни Авраама.

## Сюжет
Аврам живёт в богатом городе Харране. Его жена Сара бездетна. Однажды Аврам слышит голос Бога, который говорит, что Аврам должен оставить Харран и отправиться в неизвестную землю. Бог обещает произвести от Аврама, получившего теперь имя «Авраам», великий народ. Сценарий фильма основан на сюжете Книги Бытия.
По библейской хронологии патриарх Авраам родился в XIX веке до н. э., прожил 175 лет и умер в XVII веке до н. э. Таким образом, время действия фильма ориентировочно относится к XVIII веку до н. э.

## В ролях
- Ричард Харрис — Авраам
- Барбара Херши — Сарра
- Андреа Продан[англ.] — Лот
- Готтфрид Джон — Элиэзер
- Кевин Макнелли — Нахор
- Симона Ферраро — жена Лота
- Том Редклифф — Серуг
- Джуд Андерсон — Миках
- Эвелина Мегнаги — Реума
- Максимилиан Шелл — Фараон
- Джон МакИнери — первый советник
- Франческо Карнелутти —  египетский жрец
- Дэнни Мерцой —  Ишмаэль в 9 лет
- Джузеппе Пелузо — Ишмаэль в 16 лет
- Тимур Юсеф —  Исаак в 5 лет
- Тейлор Сципио —  Исаак в 11 лет
- Паоло Боначелли — Мелхиседек
- Маттиа Сбрагиа — Мамбре
- Кристиан Кохлунд — Эшхол
- Винсент Риотта — царь Арлох
- Ренато Скарпа — царь Содома
- Марио Эрпичини — царь Харана
- Эмилио ла Велле — царь Тидаль
- Орсо Мария Гуэррини — Гоцемар
- Витторио Гассман — Фарра
- Франческо Сицилиано — Ангел